# Aída de Acosta
Aida de Acosta Root Breckinridge (Elberon, 28 de julho de 1884 – Bedford, 26 de maio de 1962) foi uma socialite estadunidense e a primeira mulher a voar sozinha num balão dirigível.
Em 27 de junho de 1903, quando estava em Paris com sua mãe, ela se encantou com o brasileiro Alberto Santos-Dumont que mostrou a ela como operar o dirigível que ele mesmo construíra, o "No. 9".   Santos-Dumont era um homem famoso naquela época, voando com seu dirigível pelo centro de Paris e estacionando-o na rua enquanto jantava no seu restaurante favorito.   Ela fez seu primeiro voo solo de Paris ao Chatêau de Bagatelle enquanto Santos-Dumont a seguia pelas ruas numa bicicleta gritando instruções.